# Vaart Noordzijde 26
Het woonhuis aan de Vaart Noordzijde 26 in de Nederlandse stad Assen is een monument.

## Beschrijving
In 1780 werd de Drentsche Hoofdvaart doorgetrokken tot aan Assen en in de jaren die volgden werden aan beide zijden woningen gebouwd. 
Het huis werd in de 19e eeuw gebouwd en is van het Asser type, een benaming die in de stad wordt gegeven aan verdiepingsloze woonhuizen met een verhoogde middenpartij. In andere regio's wordt dit type ook wel middenganghuis genoemd. Het pand is opgetrokken in baksteen vanuit een rechthoekig plattegrond. Het heeft een met pannen gedekt schilddak. De symmetrische voorgevel is vijf traveeën breed, met een entree in het midden. De vensters op de begane grond zijn voorzien van luiken. De dakkapel aan de voorzijde wordt bekroond door een fronton. Aan straatzijde staan stoeppalen met kettingen.

## Bewoners
Het huis werd onder andere bewoond door schulte en notaris Michael Schukking en vanaf 1841 door zijn dochter Lubbertha Matthia Schukking en schoonzoon Lucas Oldenhuis Gratama. Sibrand Gratama, vader van de laatstgenoemde, had rond 1810 aan de overzijde van de Vaart het Gratamahuis laten bouwen.

## Waardering
Het pand werd in 1965 in het monumentenregister opgenomen als rijksmonument, tegelijkertijd met de naburige panden op nummer 28, nummer 30 en het Witte Huis op nummer 36. De panden maken deel uit van het beschermd stadsgezicht in Assen.